# Campionati del mondo di winter triathlon del 2020
I Campionati del mondo di winter triathlon del 2020 (XXIII edizione) si sono tenuti ad Asiago, in data 8 febbraio 2020.
Tra gli uomini ha vinto il russo Pavel Andreev, mentre la gara femminile è andata alla russa Daria Rogozina.
Si sono aggiudicati il titolo mondiale nella categoria junior rispettivamente il norvegese Casper Rønning e la slovacca Zuzana Michalickova.
La gara valida per il titolo di campione del mondo di winter triathlon - nella categoria under 23 - è andata all'italiano Franco Pesavento, mentre tra le donne alla russa Svetlana Sokolova.
La staffetta mista ha visto trionfare la squadra russa sia nella competizione élite che in quella junior.

## Risultati

### Élite uomini
| Pos. | Nome                       | Paese      | Corsa    | Bici     | Sci      | Totale   |
| ---- | -------------------------- | ---------- | -------- | -------- | -------- | -------- |
|      | Pavel Andreev              | Russia     | 00:27:03 | 00:25:25 | 00:23:48 | 01:17:25 |
|      | Marek Rauchfuss            | Rep. Ceca  | 00:26:21 | 00:24:35 | 00:24:55 | 01:17:32 |
|      | Dmitriy Bregeda            | Russia     | 00:26:11 | 00:25:57 | 00:24:43 | 01:17:58 |
| 4    | Giuseppe Lamastra          | Italia     | 00:27:04 | 00:25:19 | 00:24:55 | 01:18:46 |
| 5    | Pavel Yakimov              | Russia     | 00:26:33 | 00:26:24 | 00:25:09 | 01:19:25 |
| 6    | Franco Pesavento           | Italia     | 00:26:10 | 00:26:19 | 00:25:59 | 01:19:48 |
| 7    | Oivind Bjerkseth           | Norvegia   | 00:27:11 | 00:25:47 | 00:25:20 | 01:19:58 |
| 8    | Robert Gehbauer            | Austria    | 00:27:44 | 00:25:02 | 00:25:28 | 01:20:03 |
| 9    | Daniel Antonioli           | Italia     | 00:26:56 | 00:26:31 | 00:24:57 | 01:20:04 |
| 10   | Evgenii Evgrafov           | Russia     | 00:28:00 | 00:24:50 | 00:26:28 | 01:20:50 |
| 11   | Viorel Palici              | Romania    | 00:27:03 | 00:27:15 | 00:25:09 | 01:20:59 |
| 12   | Pello Osoro                | Spagna     | 00:28:04 | 00:26:35 | 00:25:25 | 01:21:37 |
| 13   | Evgenii Uliashev           | Russia     | 00:27:19 | 00:27:50 | 00:25:50 | 01:22:24 |
| 14   | Evgeny Kirillov            | Russia     | 00:28:09 | 00:27:10 | 00:25:57 | 01:22:38 |
| 15   | Aleksei Evdokimov          | Russia     | 00:28:27 | 00:28:12 | 00:24:54 | 01:23:02 |
| 16   | Alessandro Saravalle       | Italia     | 00:29:49 | 00:25:16 | 00:26:30 | 01:23:52 |
| 17   | Adrian Igerc               | Austria    | 00:27:04 | 00:27:55 | 00:26:53 | 01:23:55 |
| 18   | Mario Kosut                | Slovacchia | 00:28:18 | 00:27:59 | 00:27:07 | 01:24:45 |
| 19   | Ivan Zalavtsev             | Russia     | 00:28:28 | 00:28:06 | 00:26:48 | 01:24:45 |
| 20   | Kirill Tarakanov           | Russia     | 00:27:14 | 00:28:27 | 00:27:28 | 01:24:48 |
| 21   | Denis Kabanen              | Russia     | 00:29:09 | 00:28:22 | 00:26:42 | 01:25:39 |
| 22   | Mattia Tanara              | Italia     | 00:29:08 | 00:29:17 | 00:26:06 | 01:26:33 |
| 23   | Pavel Jindra               | Rep. Ceca  | 00:29:14 | 00:28:22 | 00:27:23 | 01:26:47 |
| 24   | Aleksey Silin              | Russia     | 00:27:17 | 00:29:27 | 00:31:16 | 01:29:17 |
| 25   | Jesús Alberto García Colas | Spagna     | 00:29:48 | 00:28:45 | 00:31:05 | 01:31:54 |
| 26   | Keiji Kobayashi            | Giappone   | 00:31:23 | 00:30:07 | 00:31:22 | 01:34:41 |
| 27   | Toshiharu Obata            | Giappone   | 00:31:09 | 00:31:14 | 00:31:55 | 01:36:46 |

### Élite donne
| Pos. | Atleta                 | Paese      | Corsa    | Bici     | Sci      | Totale   |
| ---- | ---------------------- | ---------- | -------- | -------- | -------- | -------- |
|      | Daria Rogozina         | Russia     | 00:31:09 | 00:31:54 | 00:27:31 | 01:32:22 |
|      | Anna Medvedeva         | Russia     | 00:30:42 | 00:34:05 | 00:26:19 | 01:33:10 |
|      | Yulia Surikova         | Russia     | 00:31:01 | 00:32:03 | 00:29:34 | 01:34:01 |
| 4    | Svetlana Sokolova      | Russia     | 00:31:09 | 00:32:08 | 00:29:27 | 01:34:27 |
| 5    | Sandra Mairhofer       | Italia     | 00:31:22 | 00:33:26 | 00:30:18 | 01:37:31 |
| 6    | Carina Wasle           | Austria    | 00:31:40 | 00:33:21 | 00:31:11 | 01:38:14 |
| 7    | Romana Slavinec        | Austria    | 00:32:53 | 00:34:34 | 00:29:24 | 01:38:57 |
| 8    | Maria Luiza Rasina     | Romania    | 00:31:47 | 00:36:12 | 00:29:26 | 01:39:18 |
| 9    | Aneta Grabmullerova    | Rep. Ceca  | 00:34:30 | 00:32:50 | 00:31:55 | 01:40:59 |
| 10   | Nadezhda Belkina       | Russia     | 00:31:43 | 00:36:10 | 00:31:26 | 01:41:01 |
| 11   | Marte Katrine Myhre    | Norvegia   | 00:30:37 | 00:37:07 | 00:31:47 | 01:43:44 |
| 12   | Marina Ladiashkina     | Russia     | 00:33:46 | 00:37:16 | 00:31:22 | 01:44:25 |
| 13   | Sanna El Kott Helander | Svezia     | 00:31:36 | 00:38:08 | 00:32:36 | 01:44:47 |
| 14   | Valeria Kuznetsova     | Russia     | 00:34:44 | 00:37:51 | 00:30:50 | 01:45:07 |
| 15   | Lina El Kott Helander  | Svezia     | 00:31:33 | 00:38:33 | 00:33:09 | 01:45:27 |
| 16   | Gina Bin               | Austria    | 00:36:32 | 00:35:54 | 00:31:20 | 01:46:10 |
| 17   | Lydia Drahovska        | Slovacchia | 00:34:57 | 00:34:26 | 00:35:19 | 01:46:45 |
| 18   | Ekaterina Karpova      | Russia     | 00:36:09 | 00:37:33 | 00:31:57 | 01:47:27 |
| 19   | Pavlina Vargova        | Rep. Ceca  | 00:36:32 | 00:34:43 | 00:34:36 | 01:48:03 |
| 20   | Timea Lorincz          | Romania    | 00:41:54 | 00:38:28 | 00:34:06 | 01:56:17 |
| 21   | Anna Swoboda           | Austria    | 00:39:20 | 00:39:13 | 00:40:04 | 02:00:51 |

### Junior uomini
| Pos. | Nome               | Paese      | Corsa    | Bici     | Sci      | Totale   |
| ---- | ------------------ | ---------- | -------- | -------- | -------- | -------- |
|      | Casper Rønning     | Norvegia   | 00:13:31 | 00:15:35 | 00:13:25 | 00:44:18 |
|      | Yaroslav Kurilenok | Russia     | 00:14:21 | 00:16:14 | 00:13:00 | 00:44:56 |
|      | Danila Egorov      | Russia     | 00:13:57 | 00:16:19 | 00:13:52 | 00:45:39 |
| 4    | Vladislav Semenov  | Russia     | 00:14:51 | 00:15:26 | 00:13:54 | 00:45:55 |
| 5    | Egor Selivanov     | Russia     | 00:14:04 | 00:17:22 | 00:15:13 | 00:48:14 |
| 6    | Dominik Dupej      | Slovacchia | 00:16:45 | 00:17:12 | 00:16:45 | 00:52:40 |
| 7    | Robert Judiak      | Slovacchia | 00:15:08 | 00:17:29 | 00:17:42 | 00:52:59 |
| 8    | Kjon Frenz         | Germania   | 00:16:28 | 00:19:46 | 00:18:10 | 00:56:29 |

### Junior donne
| Pos. | Atleta              | Paese      | Corsa    | Bici     | Sci      | Totale   |
| ---- | ------------------- | ---------- | -------- | -------- | -------- | -------- |
|      | Zuzana Michalickova | Slovacchia | 00:15:12 | 00:16:39 | 00:15:37 | 00:48:45 |
|      | Margareta Bicanova  | Slovacchia | 00:14:52 | 00:17:03 | 00:15:46 | 00:49:12 |
|      | Polina Sadovaia     | Russia     | 00:17:31 | 00:18:54 | 00:15:07 | 00:53:00 |
| 4    | Milena Andreeva     | Russia     | 00:17:30 | 00:19:46 | 00:15:34 | 00:54:17 |
| 5    | Gaia Tormena        | Italia     | 00:19:11 | 00:18:09 | 00:17:14 | 00:56:45 |

### Under 23 uomini
| Pos. | Atleta           | Paese      | Corsa    | Bici     | Sci      | Totale   |
| ---- | ---------------- | ---------- | -------- | -------- | -------- | -------- |
|      | Franco Pesavento | Italia     | 00:26:10 | 00:26:19 | 00:25:59 | 01:19:48 |
|      | Evgenii Evgrafov | Russia     | 00:28:00 | 00:24:50 | 00:26:28 | 01:20:50 |
|      | Mario Kosut      | Slovacchia | 00:28:18 | 00:27:59 | 00:27:07 | 01:24:45 |
| 4    | Ivan Zalavtsev   | Russia     | 00:28:28 | 00:28:06 | 00:26:48 | 01:24:45 |
| 5    | Mattia Tanara    | Italia     | 00:29:08 | 00:29:17 | 00:26:06 | 01:26:33 |
| 6    | Keiji Kobayashi  | Giappone   | 00:31:23 | 00:30:07 | 00:31:22 | 01:34:41 |

### Under 23 donne
| Pos. | Atleta             | Paese      | Corsa    | Bici     | Sci      | Totale   |
| ---- | ------------------ | ---------- | -------- | -------- | -------- | -------- |
|      | Svetlana Sokolova  | Russia     | 00:31:09 | 00:32:08 | 00:29:27 | 01:34:27 |
|      | Maria Luiza Rasina | Romania    | 00:31:47 | 00:36:12 | 00:29:26 | 01:39:18 |
|      | Nadezhda Belkina   | Russia     | 00:31:43 | 00:36:10 | 00:31:26 | 01:41:01 |
| 4    | Valeria Kuznetsova | Russia     | 00:34:44 | 00:37:51 | 00:30:50 | 01:45:07 |
| 5    | Gina Bin           | Austria    | 00:36:32 | 00:35:54 | 00:31:20 | 01:46:10 |
| 6    | Lydia Drahovska    | Slovacchia | 00:34:57 | 00:34:26 | 00:35:19 | 01:46:45 |
| 7    | Ekaterina Karpova  | Russia     | 00:36:09 | 00:37:33 | 00:31:57 | 01:47:27 |
| 8    | Pavlina Vargova    | Rep. Ceca  | 00:36:32 | 00:34:43 | 00:34:36 | 01:48:03 |
| 9    | Anna Swoboda       | Austria    | 00:39:20 | 00:39:13 | 00:40:04 | 02:00:51 |

## Medagliere
| Pos. | Paese      | Oro | Argento | Bronzo |    |
| ---- | ---------- | --- | ------- | ------ | -- |
| 1    | Russia     | 3   | 3       | 5      | 11 |
| 2    | Slovacchia | 1   | 1       | 1      | 3  |
| 3    | Italia     | 1   | 0       | 0      | 1  |
| 3    | Norvegia   | 1   | 0       | 0      | 1  |
| 4    | Rep. Ceca  | 0   | 1       | 0      | 1  |
| 4    | Romania    | 0   | 1       | 0      | 1  |

## Staffetta mista

### Élite
| Pos. | Atleta                                                                  | Paese     | 1 frazione | 2 frazione | 3 frazione | 4 frazione | Totale   |
| ---- | ----------------------------------------------------------------------- | --------- | ---------- | ---------- | ---------- | ---------- | -------- |
|      | Anna Medvedeva Pavel Andreev Anna Medvedeva Pavel Andreev               | Russia    | 00:21:58   | 00:18:36   | 00:21:56   | 00:19:20   | 01:21:08 |
|      | Sandra Mairhofer Giuseppe Lamastra Sandra Mairhofer Giuseppe Lamastra   | Italia    | 00:23:01   | 00:19:00   | 00:23:01   | 00:18:47   | 01:23:49 |
|      | Aneta Grabmullerova Marek Rauchfuss Aneta Grabmullerova Marek Rauchfuss | Rep. Ceca | 00:23:13   | 00:19:16   | 00:23:20   | 00:18:27   | 01:24:15 |

### Junior
| Pos. | Atleta                                                                | Paese      | 1 frazione | 2 frazione | 3 frazione | 4 frazione | Totale   |
| ---- | --------------------------------------------------------------------- | ---------- | ---------- | ---------- | ---------- | ---------- | -------- |
|      | Polina Sadovaia Yaroslav Kurilenok Polina Sadovaia Yaroslav Kurilenok | Russia     | 00:26:45   | 00:20:38   | 00:23:50   | 00:21:17   | 01:30:30 |
|      | Zuzana Michalickova Dominik Dupej Zuzana Michalickova Dominik Dupej   | Slovacchia | 00:24:49   | 00:24:11   | 00:22:40   | 00:24:38   | 01:34:19 |
|      | Gaia Tormena Pietro Santini Gaia Tormena Pietro Santini               | Italia     | 00:27:10   | 00:24:10   | 00:25:42   | 00:22:52   | 01:37:55 |